# Coeficiente de expansão térmica
Denomina-se coeficiente térmico de expansão, ou mais simplesmente coeficiente de dilatação, o quociente que mede a alteração relativa de comprimento, ou volume, que se produz quando um corpo sólido, ou um fluido dentro de um recipiente, experimenta uma alteração temperatura, resultando assim uma dilatação térmica.